# Los Bacs (Rivert)
Los Bacs, és una obaga del terme municipal de Conca de Dalt, al Pallars Jussà, a l'antic terme de Toralla i Serradell, en el territori del poble de Rivert.
Estan situats al sud-est de Rivert, a la dreta del barranc de l'Espluga de Paradís, a llevant de la partida de Roderes. Són el darrer contrafort sud-oriental del Serrat de Sant Joan, a ponent de Solzinons.